# Iranita
La iranita és un mineral de la classe dels sulfats, que pertany i dona nom al grup de la iranita. Rep el seu nom perquè va ser descoberta a l'Iran.

## Característiques
La iranita és un sulfat de fórmula química Pb10Cu(CrO₄)₆(SiO₄)₂(OH)₂. Cristal·litza en el sistema triclínic. Es troba en forma de cristalls aplanats i euèdrics, de fins a 1 mil·límetre. La seva duresa a l'escala de Mohs és 3. És l'anàleg hidroxil i amb coure de l'hemihedrita, amb la qual forma una sèrie de solució sòlida.
Segons la classificació de Nickel-Strunz, la iranita pertany a «07.FC - Cromats amb PO₄, AsO₄, SiO₄» juntament amb els següents minerals: vauquelinita, fornacita, molibdofornacita, hemihedrita, cassedanneïta i embreyita.

## Formació i jaciments
Es troba a les zones oxidades de filons hidrotermals plumbífers. Sol trobar-se associada a altres minerals com: dioptasa, fornacita, wulfenita, mimetita, cerussita i diaboleïta. Va ser descoberta l'any 1963 a la mina Sebarz, districte d'Anarak, al comtat de Nayin (Província d'Esfahan, Iran).

## Grup de la iranita
El grup de la iranita és un grup de minerals que està integrat per tres espècies:
| Espècie     | Fórmula                     |
| ----------- | --------------------------- |
| Hemihedrita | Pb10Zn(CrO₄)₆(SiO₄)₂(F,OH)₂ |
| Iranita     | Pb10Cu(CrO₄)₆(SiO₄)₂(OH)₂   |
| Raygrantita | Pb10Zn(SO₄)₆(SiO₄)₂(OH)₂    |